# Champoussin

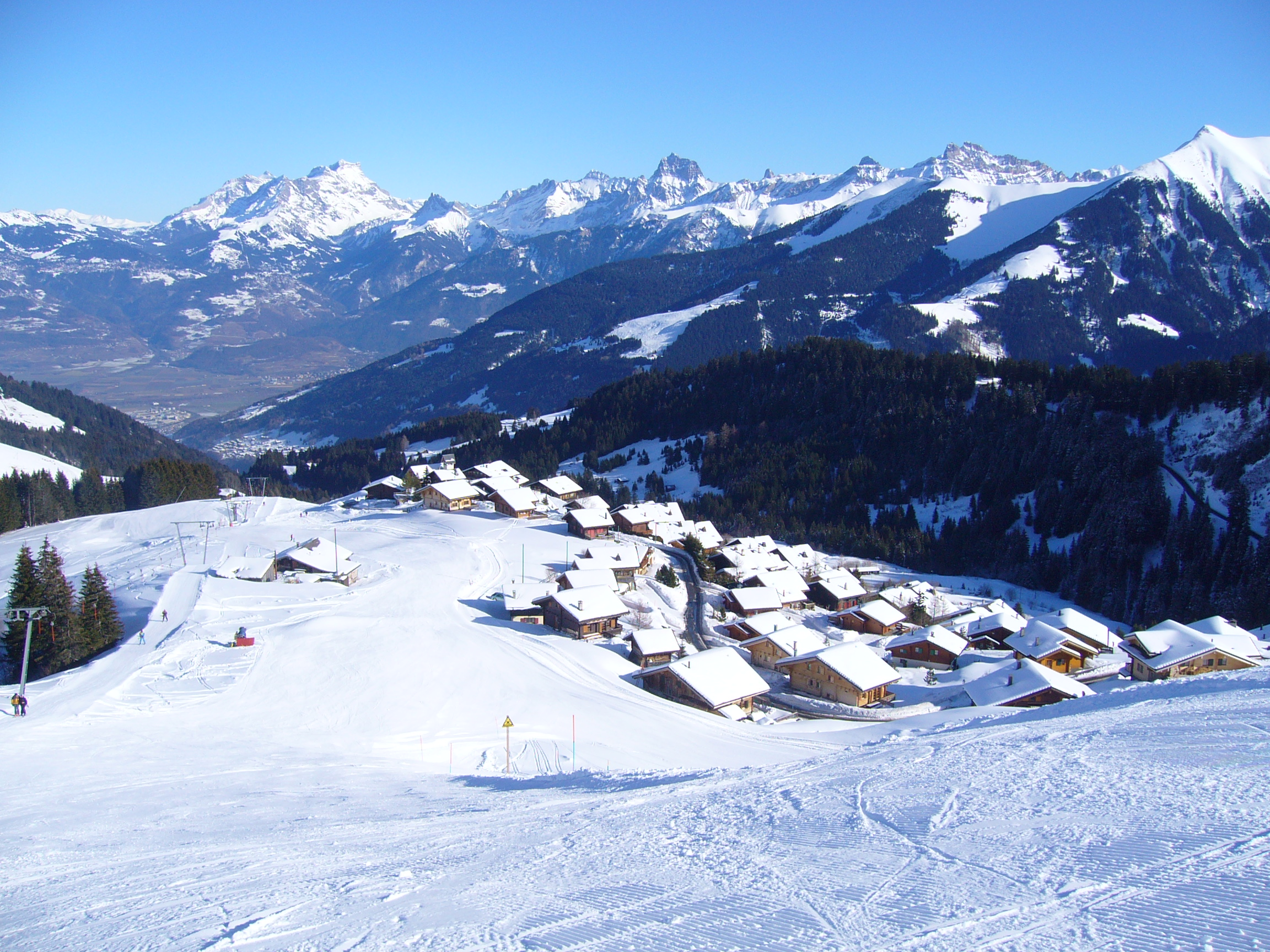
Champoussin im Winter

Champoussin ist ein kleines Bergdorf und Skistation im Kanton Wallis in der Schweiz. Das Dorf befindet sich in der Nähe von Champéry, auf dem Gebiet der Gemeinde Val-d’Illiez.
Champoussin liegt auf einer Höhe von 1’597 Metern, an den Ostflanken des Pointe de l’Au. Das Dorf liegt gegenüber der Dents du Midi.

## Skigebiet
Im Winter gehört es zum internationalen Skigebiet der Portes du Soleil. Die beiden höchsten Punkte der Station sind die Aiguille des Champeys (2011 Meter) und die Pointe de l'Au (2152 Meter). Die beide Gipfel werden je von einem Sessellift bedient. Die Verbindung zwischen den beiden Skigebieten von Morgins und Champéry-Les Crosets führt durch Champoussin.